# Diss (rap)
Een diss is Engels slang voor een belediging. De term wordt vaak gebruikt in de rapscene en heeft een negatieve tendens. Iemand dissen is iemand publiekelijk beledigen. Het woord diss stamt af van het begrip disrespect.

## Nederland
De eerste diss die uitgebreid in de Nederlandse media werd uitgemeten was afkomstig van Def P, frontman van de Osdorp Posse.
Hij diste Extince, met wie de Osdorp Posse voorheen het nummer "Turbotaal" had opgenomen. Volgens de groep gedroeg Extince zich achteraf zeer ondankbaar en was hij enkel uit op geld. In 1995 bracht Extince het nummer "Spraakwater" uit. De Osdorp Posse bracht hierop de disstrack "Braakwater" uit (terug te vinden op het album De Posse deel 2 van Djax Records uit 1996). Extince op zijn beurt reageerde met "Kaal of Kammen".
Extince diste later op zijn beurt Brainpower met het nummer "Doorgaan", waarop Brainpower als reactie "Ghostbusters" uitbracht. Extince en Brainpower hadden voorheen nog samengewerkt in de track "De Zoete Inval" op Extince's debuutalbum Binnenlandse Funk.
Later hadden ook MC's Negativ en Yukkie B een vete die in een handjevol disstracks uitmondde. Ook Kimo viel in 2006 Lange Frans aan.

## Verenigde Staten
Bij een internationaal bekende diss uit de Verenigde Staten is bijvoorbeeld het nummer Hit 'm up van Tupac Shakur, gericht naar The Notorious B.I.G.. Het conflict eindigde pas toen beiden stierven. In september 1996 werd Shakur vermoord. Een half jaar later was The Notorious B.I.G. het slachtoffer van een moordaanslag.
Andere voorbeelden van muzikaal uitgevochten conflicten tussen rappers zijn de disstracks tussen 50 Cent samen met Eminem en rapper Ja Rule en de disstracks tussen Eazy E en Dr. Dre en Ice Cube .